# Auburn (Michigan)
Auburn – miasto w Stanach Zjednoczonych, w stanie Michigan, w hrabstwie Bay.